# Miedo (relato)
Miedo (en alemán, Angst) es un relato corto del escritor austriaco Stefan Zweig. Escrito en Salzburgo y publicado en 1920, narra los sentimientos de una mujer que engaña a su marido.

## Argumento
Irene es una joven burguesa, casada con un abogado y con dos niños. Vive despreocupada, pues hasta la fecha ha tenido una vida cómoda y sencilla. Últimamente acude a encuentros privados en casa de su amante. Un día, al salir de esa casa, una mujer le impide la salida desde el portal a la calle; dice ser la novia de su amante y le reprocha habérselo quitado fácilmente valiéndose de su dinero y de su posición social. Irene, confusa, se hace la desentendida y le da unos billetes a la mujer para que le deje salir a la calle. Toma un vehículo, que la lleva a toda velocidad a su casa donde se siente segura: no volverá a ver nunca más a aquella mujer vulgar. Sin embargo, al salir a la calle dos días más tarde vuelve a ser abordada por la misma, exigiendo una mayor cantidad de dinero para comprar su silencio, de modo que su marido no se entere y tampoco se vea comprometida la paz y la comodidad de su vida fácil. Al sentirse extorsionada, va aumentando su miedo interior, que la bloquea y la paraliza: intenta no salir de casa, lo cual despierta comentarios entre sus sirvientes. Su marido la observa. Se cita con su amante para comunicarle que no volverá a verlo, lo cual él no comprende. 
A los dos días, la mujer le pide 100 coronas si quiere seguir comprando su silencio. Ella paga religiosamente pero esto incrementa su desasosiego. Trata de contárselo todo a su marido, pero se siente impotente aunque lo intenta más de una vez. La extorsión de la mujer se incrementa más y más y, como Irene no tiene con qué pagar en metálico, le ofrece a la mujer su anillo de compromiso de oro y brillantes que su marido le regaló de novios. Este echa de menos el anillo en su dedo, y ella miente diciendo que "lo ha enviado a limpiar" y que "lo recuperará en dos días". Durante este tiempo, Irene trata de encontrar a esa mujer para que le de la papeleta de empeño, de modo que pueda desempeñarla y así su marido no se dé cuenta. Sin embargo, el tiempo pasa e Irene no la encuentra, motivo por el cual se ve perdida. 
Sin aliento, piensa en acabar con todo envenenándose con morfina; se acerca a la farmacia y al entregarle el farmacéutico el frasquito con el veneno, una mano impide desde atrás que lo tome: es su marido. Él ha sido quien ha contratado a esa mujer para que actuara. Él sabía lo de su amante y solamente quería que Irene lo confesase voluntariamente, haciéndola ver que el miedo es más terrible que el castigo. Hablan, y el marido trata de disculparse por haber llegado tan lejos; pero Irene casi no puede escucharlo: tal es su estado de ansiedad, confusión, nervios y cansancio. Se queda profundamente dormida en su cama. Al despertar del día siguiente observa la luz del sol entrando por su ventana, los pájaros cantando alegremente. Se siente avergonzada por los sucesos del día anterior, le duele el corazón pero se siente alegre por haber recuperado la vida que apenas unas horas antes creyó iba a perder. De repente, al mirar su mano, aparece el anillo en su dedo...

## Versiones cinematográficas
Esta obra de Zweig ha servido de inspiración para múltiples películas:
- 1928 - Silenciosa acusación, —Angst - Die schwache Stunde einer Frau en versión original—. De Hans Steinhoff. Con Elga Brink, Henry Edwards y Gustav Fröhlich.
- 1936 - La peur. De Viktor Tourjansky.[2]
- 1954 - Ya no creo en el amor, —Non credo più all'amore (La paura) en versión original—. De Roberto Rossellini. Con Ingrid Bergman, Mathias Wieman, Edith Schultze-Westrum y Klaus Kinski.[3]
- 1992 - La peur —para televisión—. De Daniel Vigne. Con Nicola Farron, Maurice Baquet, Cinzia de Ponti y Hanns Zischler.[4]
- 2007 - Oviedo Express. De Gonzalo Suárez. Con Carmelo Gómez,  Benjamín Olmo, Aitana Sánchez-Gijón, Maribel Verdú y Mariola Mayo.[5]